# 豐實站
豐實站（日语：／ Toyomi eki */?）是位於新潟縣東蒲原郡阿賀町豐實，東日本旅客鐵道（JR東日本）的磐越西線車站。

## 歷史
- 1914年（大正3年）11月1日[1]：鐵道院岩越線 野澤站至津川站之間開通，此站啟用。
- 1983年（昭和58年）2月28日：交會設備撤走，成為無人車站。
- 1987年（昭和62年）4月1日：伴隨國鐵分割民營化，車站由東日本旅客鐵道（JR東日本）營運[3]。

## 車站構造
此站是建於路堤上的地面車站，設有1面1線的單式月台。從前設有1面2線的島式月台，後來上行線已經撤走。
此站是由新津站管理的無人車站。在1980年代前期設有木造車站大樓，現時拆毀。站前廣場（西邊）設有行人隧道。在站前廣場和月台上候車室均設有廁所。

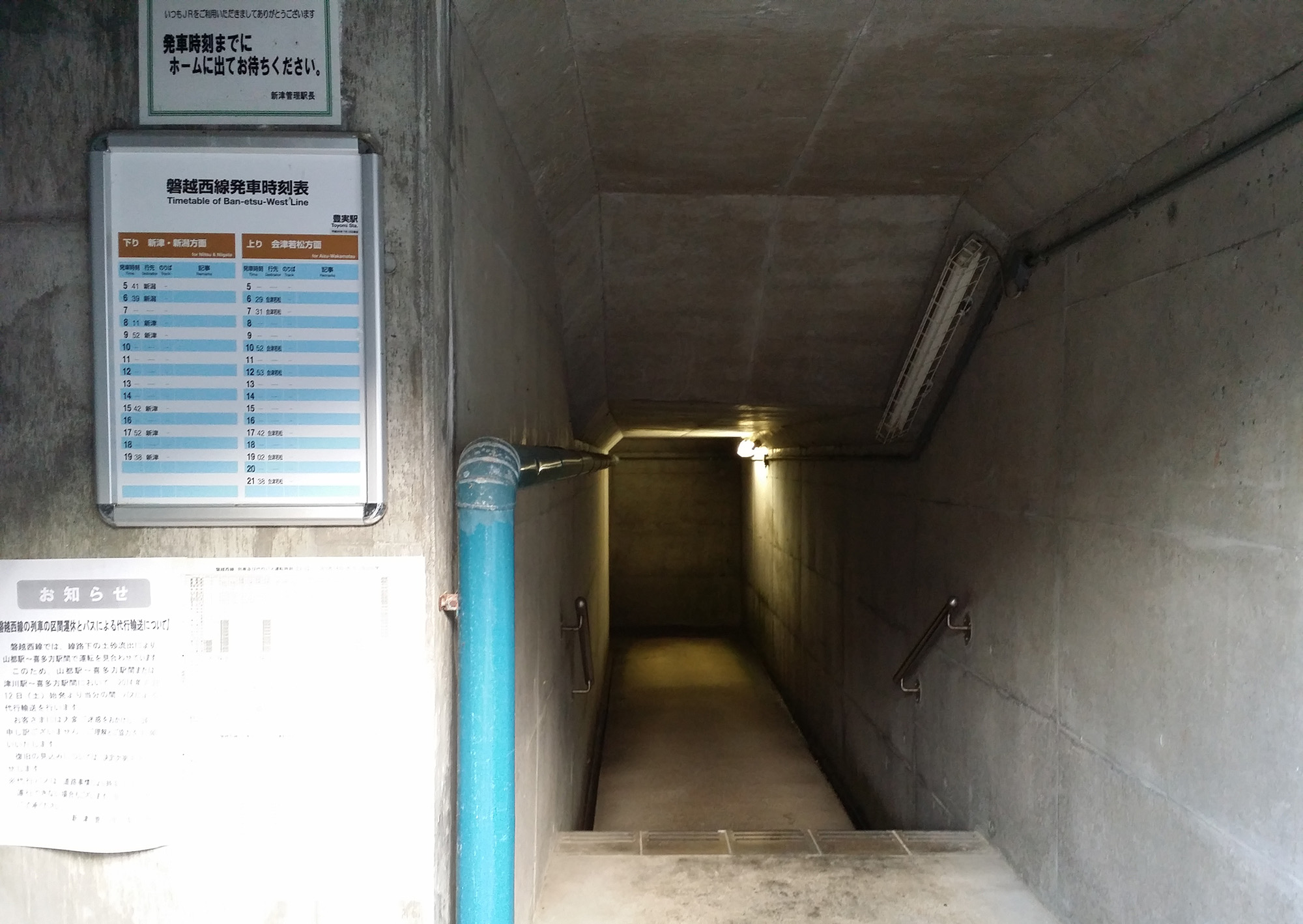
月台通道
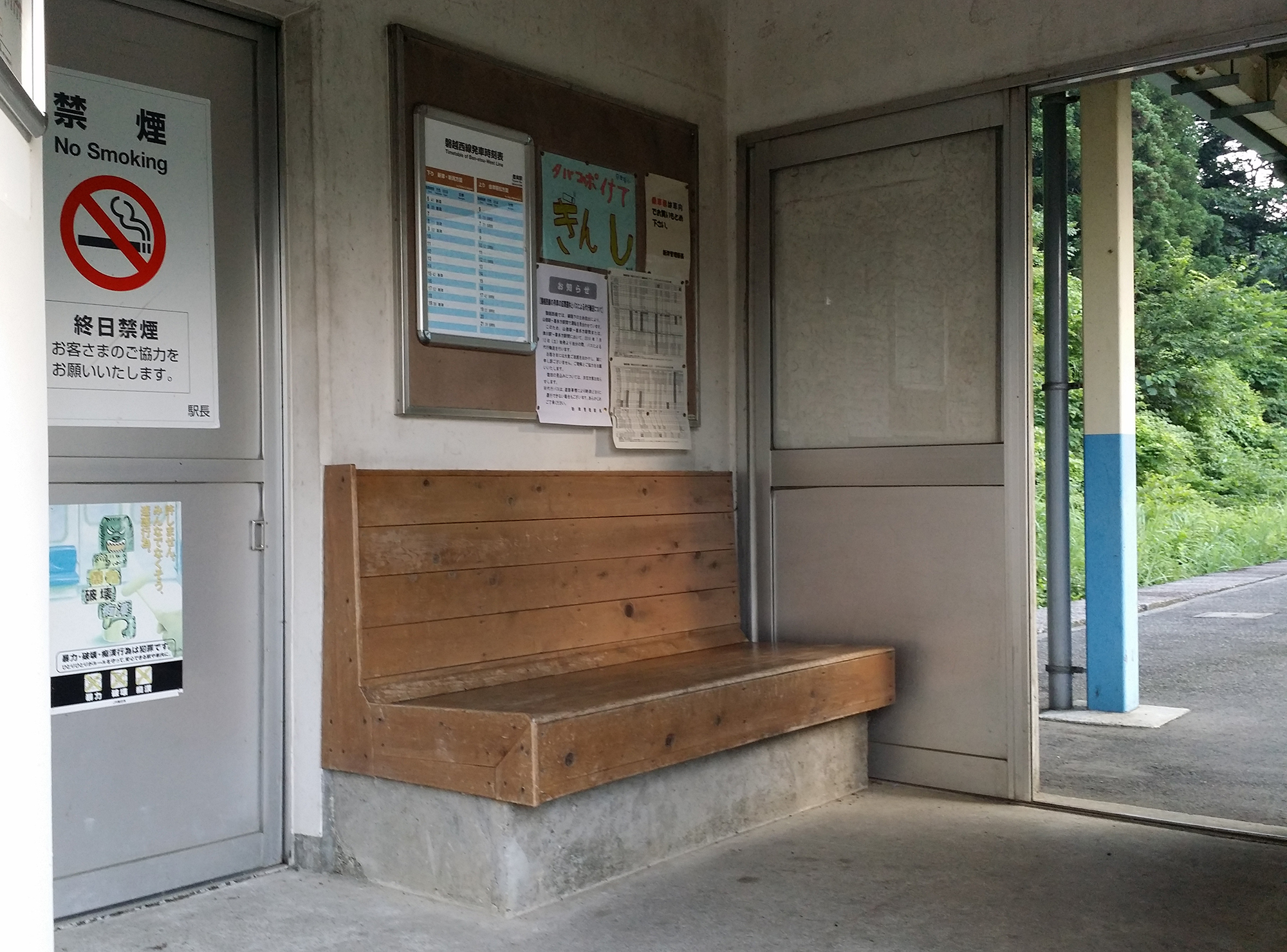
月台候車室

## 車站周邊
車站東邊2公里處為鄰接福島縣耶麻郡西會津町的縣界。
- 國道459號（日语：国道459号）
- 豐實郵局
- 阿賀野川
- 伊藤屋旅館

## 相鄰車站
東日本旅客鐵道（JR東日本）
■磐越西線
□快速「阿賀野」
通過
■普通
德澤－豐實－日出谷

## 注腳
1. 1 2 3 4  . 東日本旅客鉄道.   [2014-10-25]. （原始内容存档于2018-11-16） （日语）.
2. 1 2 3 4 5  . 週刊JR全駅・全車両基地 (朝日新聞出版). 2013-08-04, (50): 25 （日语）.
3. ↑  『交通年鑑 昭和63年版』 交通協力會，1988年3月。

## 外部連結
- 車站資訊（豐實）：東日本旅客鐵道（日語）